# Камо-но Тёмэй
Камо-но Тёмэй (яп. 鴨長明; 1154 — 8 июня 1216) — японский писатель, поэт и эссеист. Писал в жанрах дзуйхицу и вака. Наиболее известен по дзуйхицу «Записки из кельи» (Ходзёки 方丈記).

## Биография
Предположительно Тёмэй имел довольно знатное происхождение и уже в  детстве получил доступ к императорскому двору. Достиг значительных успехов в поэзии и музыке, стал членом Поэтической академии (Вакадокоро, Ведомство японской поэзии). Его творчество получило высокое признание знатоков; он вошёл в число лучших поэтов и музыкантов своего времени.
Однако в тридцатилетнем возрасте, не сумев получить желанную наследственную должность настоятеля синтоистского храма, он удалился от двора и переехал в окрестности Киото, отказываясь вернуться в ведомство Вакадокоро.
Примерно через двадцать лет Тёмэй стал буддийским монахом под новым именем Рэн-ин и поселился в келье на горе Тояма, где и написал свои знаменитые «Записки из кельи» (буквально — «Записки квадратной сажени»). Согласно собственному указанию автора, это произведение было закончено 2 мая 1212 года.
Тёмэй умер 8 июня 1216 года в возрасте 62 лет.

## Русский перевод
Перевод дзуйхицу «Записки из кельи» на русский язык был выполнен выдающимся советским востоковедом Н И. Конрадом и публиковался дважды (в 1921 и 1927 годах) с его комментариями и обширными статьями.
В 1979 году этот перевод, комментарии и несколько сокращённые статьи вошли в виде дополнения в книгу под названием «Исэ моногатари», выпущенную издательством «Наука» в серии «Литературные памятники».

## Источник
Исэ моногатари. М., «Наука», 1979 г.